# Isothrix barbarabrownae
Isothrix barbarabrownae és una espècie de mamífer rosegador de la família de les rates espinoses. És endèmica de la Reserva de Biosfera del Manu (Perú), on viu a 1.900 m d'altitud. El seu hàbitat natural són les selves nebuloses. Es desconeix si hi ha cap amenaça significativa per a la supervivència d'aquesta espècie.
Aquest tàxon fou anomenat en honor de Barbara E. Brown, conservadora de zoologia del Museu Field de Chicago.